# A Harlequinade Let Loose
A Harlequinade Let Loose è un cortometraggio muto del 1912 diretto da Hay Plumb e interpretato da Chrissie White.
Si conoscono pochi dati del film che, prodotto dalla Hepworth, fu distrutto nel 1924 dallo stesso produttore, Cecil M. Hepworth. Fallito, in gravissime difficoltà finanziarie, il produttore pensò in questo modo di poter almeno recuperare il nitrato d'argento della pellicola.

## Trama
Il sogno di un ubriaco si trasforma in un'arlecchinata.

## Produzione
Il film fu prodotto dalla Hepworth.

## Distribuzione
Distribuito dalla Hepworth, il film - un cortometraggio di 168 metri - uscì nelle sale cinematografiche britanniche il 19 dicembre 1912.